# Абрахам Гіацинт Анкетіль-Дюперрон
Абрахам Гіацинт Анкетіль-Дюперрон (7 грудня 1731 — 17 січня 1805) — французький сходознавець, молодший брат Луї-П'єра Анкетіля.

## Біографія
Анкетіль-Дюперрон народився в Парижі 7 грудня 1731 року. Навчався на священика в Парижі, Осері й Амерсфорті, але пристрасть до східних мов привело до того, що він вирішив повністю присвятити себе їхньому поглибленому вивченню. Його постійна присутність в Королівській бібліотеці привернула увагу зберігача рукописів абата Сальєра чиє заступництво забезпечило вченому маленьку платню як людині, яка вивчає східні мови.
Спершу він зацікавився деякими фрагментами «Відевдати», однієї зі складових «Авести», і склав план поїздки до Індії, щоб виявити інші рукописи Заратуштри. Відповідно до поставленої мети, він 2 листопада 1754 року завербувався рядовим в індійську експедицію, а вже 7 листопада вирушив з Парижа. Після 10-денного маршу Анкетіль-Дюперрон прибув в порт, з якого мав відплисти. Але тут йому повідомили, що правління компанії, вражене його дивним завзяттям до науки, надає повну свободу дій, і вже наступного місяця Анкетіль-Дюперрон офіційно був звільнений від служби і за наказом короля йому виділили маленьку платню в 5 сотень франків. Багато в чому це було заслугою абата Жана-Жака Бартелемі та інших друзів вченого.
Незабаром Французька Ост-Індійська компанія надала йому право вільного пересування, і в лютому 1755 року вчений відплив до Індії. Після 10 місяців у дорозі, Анкетіль-Дюперрон 10 серпня 1755 року прибув до Подучеррі. Тут він пробув деякий час з метою оволодіння сучасною перською мовою, а потім поспішив для вивчення санскриту в Чандернагор (суч. Чанданнаґар), куди прибув 22 квітня 1756 року. Незабаром почалася війна між Англією і Францією, і Чандернагор був захоплений. В результаті Анкетіль-Дюперрон повернувся по суші в Подучеррі. Тут він знайшов одного зі своїх братів і відправився на кораблі з ним в Сурат, але, поставивши собі за мету дослідити країну, він незабаром висадився і продовжив шлях пішки. У Сураті, куди він прибув 1 травня 1758 року, Анкетіль-Дюперрон, завдяки наполегливості та терпінню, домігся від зороастрийских жерців того, що хотів: вони навчили його авестійської мови і забезпечили оригінальними авестійськими текстами. Також він досить добре опанував давньоперську і середньоперську мови для перекладу.
Потім він збирався йти у Варанасі, щоб вивчати мови, давнину і священні закони індусів, але військові події змусили його відмовитися від цієї ідеї. Покинувши Сурат 15 березня 1761 року, він прибув в Мумбаї, а вже звідти на англійському судні 28 квітня 1761 року вирушив до Англії. Прибувши в Портсмут, він пробув деякий час в Лондоні та Оксфорді, а потім відправився до Франції. Прибув до Парижа 14 березня 1762 року, маючи в розпорядженні 108 манускриптів, не рахуючи інших старожитностей. За словами самого Анкетіль-Дюперрона, гамір навколо його подорожей і важливість привезених їм манускриптів привернули увагу осіб із вищих верств суспільства. Це дозволило вченому отримати в подальшому допомогу і підтримку для продовження своїх досліджень.
Абат Жан-Жак Бартелемі домігся для нього пенсії у зв'язку з його призначенням перекладачем східних мов у Королівську бібліотеку. У 1763 році Анкетіль-Дюперрон був обраний членом Академії написів та красного письменства і взявся за підготовку публікацій матеріалів, які він зібрав під час своїх східних мандрів. У 1771 році було опубліковано «Зенд-Авеста» в 3 томах, що містила збірники священних текстів зороастризму, життєпис Заратуштри і фрагменти творів, приписуваних цій особі. У 1778 році вчений опублікував в Амстердамі свою працю «Legislation orientale», в якій спробував довести, що сама сутність східного деспотизму є досить невірною. Його «Recherches historiques et geographiques sur L'Inde» з'явилися в 1786—1787 роках і склали частину «Географії Індії» Йозефа Тифенталера. У другому томі цих досліджень був надрукований французький переклад 4 упанішад з перського рукопису.
Велика французька революція мала сильний вплив на вченого. Протягом цього періоду він відсторонився від суспільства і провів цей час, занурившись у вивчення знайдених текстів. У 1798 році опублікував «L'Inde en rapport avec l'Europe» в 2 томах в Гамбурзі. З 1801 по 1802 роки було опубліковано латинський переклад з перської мови витягів з упанішад, священних книг індусів. Видання вийшло в 2 томах у Парижі під назвою «Oupnek'hat» — перським еквівалентом санскритського терміна. Це була унікальна суміш латинської, грецької, перської, арабської мов і санскриту. Коли був заснований Національний інститут, Анкетіль-Дюперрон був обраний його членом.
Помер в Парижі 17 січня 1805 року.
Артур Шопенгауер писав, що його знання індійської філософії є результатом читання перекладів Анкетіль-Дюперрона. Перекладами французького вченого був глибоко вражений і філософ К. Я. Краус.

## Вибрана бібліографія
- Zend-Avesta, Р., 1771.
- Oupnek'hat, v. 1-2, P., 1801—1802.
- Legislation orientale, Amst., 1778.
- Recherches historiques et géographiques sur l'Inde …, v. 1-2, В., 1786-87.
- Dignité du commerce, et de l'état de commerçant, P., 1789.
- L'Inde en rapport avec l'Europe, v. 1-2, Hamb. — Brunswick, 1798.